# Violet (Flower Of NYU)
 For alternative betydninger, se Violet (flertydig). (Se også artikler, som begynder med Violet)
"Violet (Flower Of NYU)" er en komposition af S. Dueker og P. Lohstroh fra 1968.
"Violet (Flower Of NYU)" er indspillet af Elvis Presley hos United Artists i Hollywood den 23. oktober 1968 til brug i Elvis-filmen The Trouble With Girls. Denne film affødte intet soundtrack, så sangen blev først udsendt på plade i 1995 på albummet Double Features: Live A Little, Love A Little/Charro!/The Trouble With Girls/Change Of Habit.
Melodien til sangen "Violet (Flower Of NYU)" er baseret på den gamle "Aura Lee" fra 1861, der var en populær sang under Den Amerikanske Borgerkrig, i øvrigt samme sang, der blev brugt som basis for "Love Me Tender", der var titelmelodi til Presleys første film, Love Me Tender.
Samme melodi, men med en helt fjerde tekst, synges a cappella i Eddie Murphy-filmen Bossen og Bumsen fra 1983.